# Fuscopannaria globigera
Fuscopannaria globigera är en lavart som beskrevs av Fryday & P. M. Jørg. Fuscopannaria globigera ingår i släktet Fuscopannaria och familjen Pannariaceae.   Inga underarter finns listade i Catalogue of Life.